# Autobiografía (álbum)
Autobiografía es el quinto álbum de estudio y primer álbum doble de Duncan Dhu, publicado en 1989. Coincidiendo con el momento cumbre de la carrera, el batería Juanra Viles abandona el grupo, y es cuando el ahora ya dúo busca nuevos sonidos en el pop rock británico. Grupos como The Beatles o The Smiths servirían de influencia para el nuevo estilo reflejado en temas crudos (Entre salitre y sudor, El día que fue), baladas con el sello 'Duncan' (Rosas en agua, Cuento de la canción de la botella, Rosa Gris) o canciones de pop sencillo (Tras la cortina, Las reglas del juego). 
Cabe destacar el papel de Diego Vasallo como voz solista por primera vez desde tiempos Por tierras escocesas, así como los coros en algunos cortes de Cristina Lliso (voz de Esclarecidos) y las voces de Colin Vearncombe (artífice de la banda Black) en "Rozando la eternidad" y "Amarga".
Importantes fueron los hitos de ser el primer álbum español en editarse en formato CD y el reconocimiento de la industria con una nominación, en la categoría de Mejor Artista Latino, en la 33 edición de los Premios Grammy. Este hecho llevaría a Madonna a pedirles la composición de una canción (Herida de miel) para que formara parte de la BSO de la película Dick Tracy.
Aparte de España y Latinoamérica, Autobiografía también se lanzó en Estados Unidos bajo el sello discográfico Sire Records Company con 24 temas, con 4 de ellos en inglés («Rozando la eternidad Brushing On Eternity», «Entre Salite y Sudor Sweat and Blood»,	«Las Reglas del Juego The Rules of the Game» y «En Algún Lugar A Place To Be»), en el Reino Unido con el sello Creation Records y en Japón bajo JVC.

## Gira
Realizaron más de 100 conciertos en España y 18 en Estados Unidos, además de visitas promocionales en Italia y una actuación en París con Lloyd Cole.

## Lista de canciones

### Cara A
1. Rozando la eternidad - 3:33
2. El día que fue - 2:15
3. Rosa gris - 3:35
4. El nuevo calor - 2:34
5. Dulce aroma - 2:27
6. El viejo camino de la vía del tren - 1:45
7. Cuento de la canción en la botella - 3:56

### Cara B
1. Entre salitre y sudor - 2:25
2. Mujer sobre el papel - 2:46
3. Camisas limpias - 2:47
4. Amarga - 2:50
5. El camino de la piel - 3:23
6. La casa del enterrador - 1:44
7. Rosas en agua - 1:52
8. Tras la cortina - 1:22

### Cara C
1. Las reglas del juego - 2:40
2. Historias tristes - 2:56
3. Música ratonera - 2:34
4. El chico de los ojos asustados - 3:13
5. Dulce tentación - 3:10
6. Cayendo el cielo - 3:10
7. En el andén - 2:52

### Cara D
1. Palabras sin nombre - 3:36
2. Paraguas (Una tarde de diciembre gris) - 2:10
3. El maniquí - 2:13
4. Un punto más - 3:30
5. Mi fiel talismán - 2:20
6. Carne de bar - 3:22
7. El ritmo de la calle - 2:05
8. Fiesta y vino - 2:43

## Sencillos
Los sencillos extraídos del disco fueron: 
1. Entre salitre y sudor
2. Rozando la eternidad
3. Rosa gris
4. Palabras sin nombre
5. Rosas en agua